# К-8 (підводний човен)
| К-8                        | К-8                               | К-8                               |
| -------------------------- | --------------------------------- | --------------------------------- |
|                            |                                   |                                   |
|                            |                                   |                                   |
|                            |                                   |                                   |
| Під прапором               | СРСР                              | СРСР                              |
| Порт приписки              | Грєміха, Мурманська обл.          | Грєміха, Мурманська обл.          |
| Спуск на воду              | 31 травня 1959                    | 31 травня 1959                    |
| Виведений зі складу флоту  | 13 лютого 1971                    | 13 лютого 1971                    |
| Сучасний статус            | Загинув.                          | Загинув.                          |
| Проєкт                     |                                   |                                   |
| Тип ПЧ                     | ПЧАТ                              | ПЧАТ                              |
| Розробник проєкту          | СКБ-143 (пізніше СПМБМ «Малахіт») | СКБ-143 (пізніше СПМБМ «Малахіт») |
| Головний конструктор       | В. М. Перегудов                   | В. М. Перегудов                   |
| Класифікація НАТО          | «November»                        | «November»                        |
| Основні характеристики     |                                   |                                   |
| Швидкість (надводна)       | 15,2 вузли                        | 15,2 вузли                        |
| Швидкість (підводна)       | 28-30 вузлів                      | 28-30 вузлів                      |
| Робоча глибина занурення   | 240 м                             | 240 м                             |
| Гранична глибина занурення | 300 м                             | 300 м                             |
| Автономність плавання      | 50 діб                            | 50 діб                            |
| Екіпаж                     | 104 особи                         | 104 особи                         |
| Розміри                    |                                   |                                   |
| Довжина найбільша (по КВЛ) | 107,4 м                           | 107,4 м                           |
| Ширина корпусу найб.       | 7,9 м                             | 7,9 м                             |
| Середня осадка (по КВЛ)    | 5,65 м                            | 5,65 м                            |
| Водотоннажність надводна   | 3 065 т                           | 3 065 т                           |
| Водотоннажність підводна   | 4750 т                            | 4750 т                            |
| Озброєння                  |                                   |                                   |
| Торпедно- мінне озброєння  | 8 носових ТА 533 мм 20 торпеди    | 8 носових ТА 533 мм 20 торпеди    |

К-8 — радянський атомний підводний човен проєкту 627А. Спущений на воду 31 травня 1959. Затонув 12 квітня 1970 року в Біскайській затоці.
Човен входив до складу 162-ї бригади підводних човнів 17-ї дивізії підводних човнів Йоканьгської військово-морської бази Червонопрапорного Північного флоту СРСР. Порт приписки — Грєміха.

## Історія
9 вересня 1957 човен був закладений на стапелі цеху суднобудівного заводу № 402 м. Молотовськ. 2 березня 1958 човен був зарахований до списків кораблів ВМФ. Човну присвоєний тактичний номер К-8. 31 травня 1959 корабель був спущений на воду. 31 серпня 1960 після проведення швартових і ходових випробувань, а також підписання прийомного акту, човен увійшов до складу Північного флоту.

## Радіаційні аварії
13 жовтня 1960, через півтора року після прийняття корабля на озброєння, в Баренцовому морі на К-8 сталася радіаційна аварія.
Підводний човен вийшов з пункту базування в губі Західна Ліца і о 18:55 почав занурення в Мотовській затоці. На той час в роботі знаходилось наступне основне обладнання:
- головна енергетична установка (ГЕУ) лівого борту в турбогенераторному режимі;
- ГЕУ правого борту на мінімально контрольованому рівні потужності з причини ремонту трубопроводу розгрузки електроживильного насоса (ЕПН);
- в роботі обидва гребні електродвигуни (ГЕД) і випарник.

О 18:55 на пульті управління ГЕУ спрацювала сигналізація підвищення гамма-активності за парогенераторами (ПГ) і головним конденсатором (ГК). Але вахтовий КГДУ (командир групи дистанційного управління — оператор, що керує ядерною енергетичною установкою) не вжив жодних заходів, сприйнявши показники сигналізації за хибні. В цей же момент відбувся зрив головного (ГЦНПК) та допоміжного (ВЦНПК) циркуляційних насосів першого контуру через нестійкий режим циркуляції, після чого спрацював аварійний захист (АЗ) реактора лівого борту. Споживачі були переключені на живлення від акумуляторної батареї, розпочате введення в дію ГЕУ правого борту, але незабаром був скинутий і АЗ реактора правого борту, оскільки було зірвано циркуляцію ЕПН через відсутність живильної води. Човен сплив у надводне положення, запущений дизель-генератор, ГЕУ обох бортів переведені в режим розхолоджування. ПЧ почав повертатися в базу.
Раптово, о 19:03 в турбінний відсік почалось надходження пари і стравлювання газу з балонів групи високого тиску (ГВД) реактора лівого борта. Тиск в першому контурі впав до нуля. Особовим складом зроблена спроба підживлення першого контуру, але це не дало потрібного результату, оскільки, як згодом виявилось, в трубопроводі залишилась заглушка, яку залишили ще за часів монтажу системи. Було прийняте рішення змонтувати позаштатний трубопровід проливання активної зони через зрізаний трубопровід видалення повітря з привода компенсуючої решітки. Безперервним проливанням вдалося знизити температуру теплоносія в активній зоні до 150 °C.
Причиною аварії виявилось порушення герметичності ПГ по першому контуру і велике протікання теплоносія (приблизно 6 т/год). Помилкові дії особового складу не дозволили своєчасно виявити мікронещільність ПГ, яка потім переросла в розрив. Під час різкого зниження тиску теплоносія в першому контурі АЗ реактора був задіяний лише через 12 хвилин після початку аварії, не була використана можливість закриття безсальникових гідрозатворів ПГ напором від підживлювального насоса.
В результаті аварії у трьох членів екіпажу були виявлені видимі ознаки гострої променевої хвороби, багато членів екіпажу отримали дози від 1,8 до 2 Зіверт (180…200 бер). Причини першої аварії були приховані від екіпажів інших атомних підводних човнів, що призвело до повторення аварії, але з більш тяжкими наслідками, на човні К-19 проєкту 658.
Надалі, до проведення капітального ремонту, пов'язаного з заміною парогенераторів на заводі «Зірочка» в серпні 1966 — липні 1968, подібні аварії мали місце ще двічі:
- 1 червня 1961, під час відпрацювання задач бойової підготовки. Одна людина була комісована с гострою формою променевої хвороби. Частина особового складу отримала різні дози опромінення;
- 8 жовтня 1961, під час відпрацювання атаки загону бойових кораблів на першість ВМФ знову відкрилося протікання парогенератора.

## Загибель
12 квітня 1970 року затонув у Біскайській затоці в результаті пожежі, яка пошкодила його атомні реактори. Спроба врятувати човен провалилась, загинуло 40 моряків та було втрачено чотири торпеди з ядерним зарядом. З огляду на великі глибини (4572 метри нижче рівня моря), спроби підняти човен не робились.